# 腳尾飯
腳尾飯（貢飯、拜飯）為東亞民間葬儀習俗物。

## 簡介
腳尾飯為死者遺體腳跟邊之菜肴，故有腳尾飯之稱。台灣的腳尾飯內容通常是一碗米飯中置一顆熟鴨蛋與各式配菜（如豆乾、蔬菜、雞腿等等），並直插竹箸一雙。此乃親人希望逝世者可吃飽後，有力前往地府報到。但亦有一說，人們會向去世的親人道：「一路好走，等鴨蛋孵出小鴨再回到陽世罷！」，由於熟蛋不可能有小鴨破殼而出，有希望親人勿留戀人世間的意味。
由於隨著葬禮放置很久，腳尾飯常會發霉，終至不能食用。
另外，可食用的稱為拜飯，在祭拜後即可食用。其菜色則通常有雞（或以鴨、鵝等代替）、豬肉、魚（故又名「三牲」）等。

### 影響
平時禁止孩童吃飯時將筷子插立於碗中，乃此舉類似腳尾飯，象徵家有喪事。

### 各地習俗
在台灣的某些地區，腳尾飯不得在屋內煮，而必須在天日之下。

## 參閲
- 王育誠：前臺北市議員，以录影带宣稱部分葬儀業者將腳尾飯挪為餐飲使用，後來證實其內容為憑空假造，參閱腳尾飯事件。
- 蘇州賣鴨蛋